# Carole Delga
Carole Delga (Tolosa, 19 agosto 1971) è una politica francese, deputata e presidente della neonata regione dell'Occitania a seguito delle elezioni del 2015, poi rieletta nel 2021.
Funzionaria territoriale, membro del Partito Socialista dal 2004, è stata sindaca di Martres-Tolosane tra il 2008 e il 2014, vicepresidente del consiglio regionale del Midi-Pirenei dal 2010 al 2012. Eletta deputata dell'8° collegio elettorale dell'Alta Garonna nel 2012, è stata segretario di Stato per il commercio, l'artigianato, i consumi e l'economia sociale e solidale dal 2014 al 2015.

## Biografia
Figlia unica, è stata cresciuta dalla nonna e dalla madre in un ambiente modesto. La madre lavorava come segretaria, poi come governante dall'età di 50 anni.
Dopo una maturità scientifica presso il liceo Bagatelle di Saint-Gaudens, una laurea in economia e un diploma in scienze giuridiche presso la Facoltà di Scienze Sociali dell'Università di Tolosa, Carole Delga ha conseguito un master in diritto del governo locale presso l'Università di Pau. Ha superato l'esame di addetto territoriale nel 1994 e l'esame professionale nel 2002.
Funzionario territoriale presso il municipio di Limoges dal 1994 al 1996, responsabile dei monumenti storici e archeologici, è stata poi incaricata della missione a Dominique Manent nel quadro dei tre sindacati da lui guidati. Nel 1998 è diventata direttore generale dei servizi del Syndicat des eaux de la Barousse, du Comminges et de la Save fino al 2005. In quella data, è entrata a far parte del consiglio regionale del Midi-Pirenei come vicedirettrice della pianificazione territoriale, dove Martin Malvy l'ha notata. Nel 2007 è diventata anche project manager del vicedirettore generale responsabile della pianificazione territoriale, dello sviluppo economico e dello sviluppo sostenibile. Ha lasciato il consiglio regionale nel 2009.

## Carriera politica

### Sindaco di Martres-Tolosane
La sua elezione a sindaco di Martres-Tolosane, nel 2008, segna il suo ingresso in politica: la sua lista aveva vinto al primo turno, nella città dell'Alta Garonna da dove proviene. È lo stesso nelle elezioni comunali del 2014. Il 4 luglio dello stesso anno, in seguito alla sua nomina al governo come Segretario di Stato per il Commercio, l'Artigianato, i Consumatori e l'Economia Sociale e Solidale, si dimise da sindaco per far posto a Gilbert Tarraube. Ha quindi ricoperto la carica di primo sostituto, delegato all'amministrazione generale e agli investimenti.

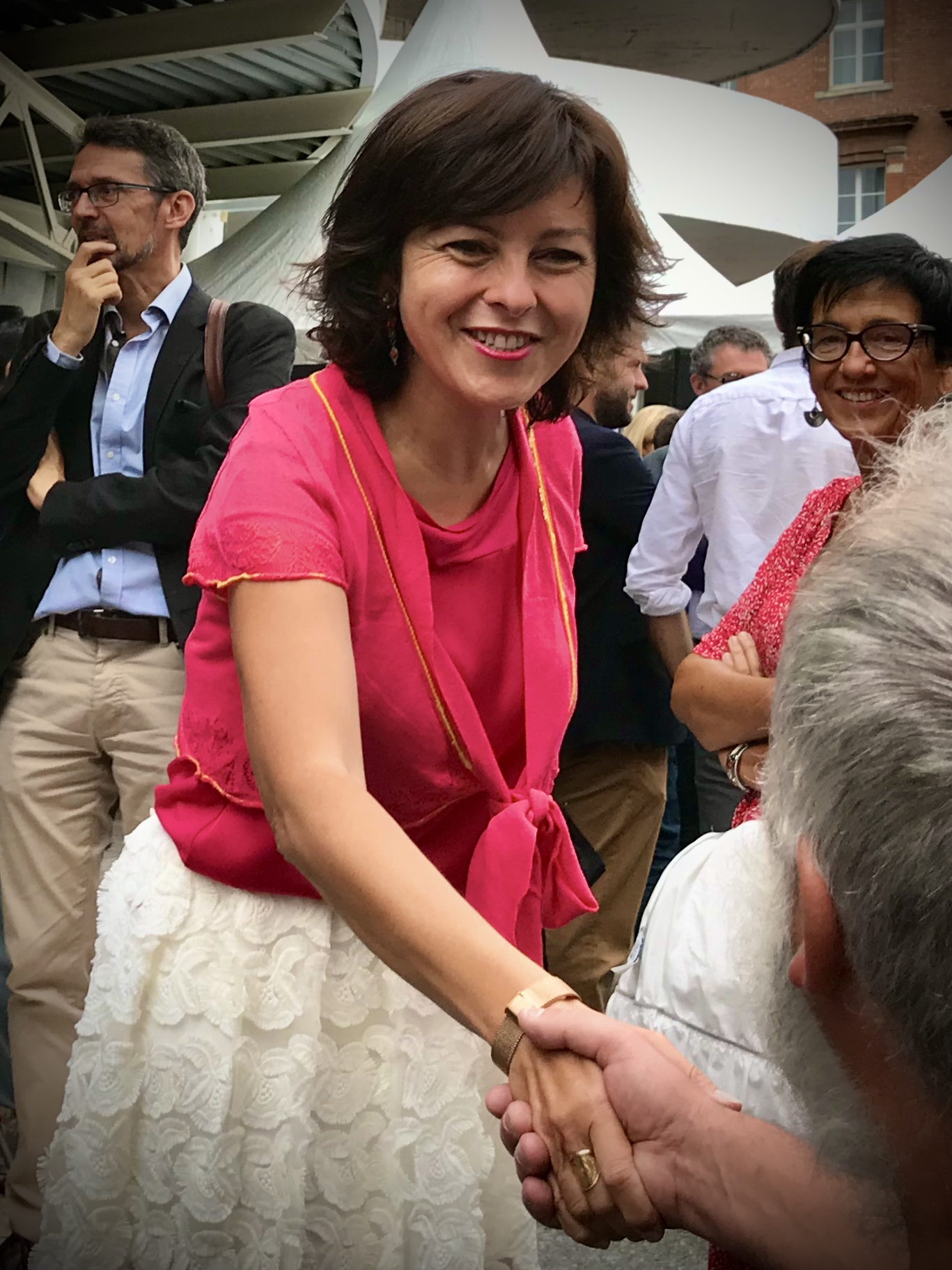
Carole Delga nel 2019.

### Vicepresidente del Consiglio regionale del Midi-Pirenei
Eletta nella lista guidata da Martin Malvy nelle elezioni regionali del 2010, è stata eletta vicepresidente della regione, responsabile delle questioni rurali, dei servizi al pubblico nelle aree rurali e delle tecnologie dell'informazione e della comunicazione (TIC). Dopo la sua elezione all'Assemblea Nazionale, si è dimessa da questa posizione il 1º settembre 2012, quindi dal consiglio regionale il 27 giugno 2013.

### Deputata dell'Alta Garonna
Candidata nel 2012 nell'ottava circoscrizione dell'Alta Garonna, Comminges-Savès, dal Partito Socialista e dai suoi alleati, per succedere a Jean-Louis Idiart, è stata eletta al primo turno, con il 51,62% dei voti espressi.
Per ottemperare alla legge sul cumulo dei mandati, rinuncia a candidarsi alle elezioni legislative del 2017.

### Al governo sotto il presidente Hollande
Il 3 giugno 2014 è stata nominata vicesegretario di Stato per il commercio, l'artigianato, i consumatori e l'economia sociale e Solidale nel governo Valls I, in sostituzione di Valérie Fourneyron, che si è dimessa.
Nel luglio 2014, ha approvato un decreto sulla menzione "fatto in casa" nei ristoranti. Ha inoltre partecipato alla creazione degli statuti "artigianato-artigianato d'arte", "cuoco artigiano " e "artigiano-casaro", il lancio delle Indicazioni Geografiche o il lancio del FISO (Fondo per l'Innovazione Sociale). Nell'agosto 2014, è stata rinominata alla sua posizione nel secondo governo Valls.
Il 17 giugno 2015 ha lasciato il governo per lanciare la campagna regionale. È stata sostituita da Martine Pinville, membro del Parlamento per la Charente.

### Presidente del Consiglio regionale dell'Occitania
Nel gennaio 2015, ha annunciato la sua candidatura alle primarie del PS per nominare il candidato del partito per le elezioni regionali nella regione dell'Occitania. Ha vinto dopo una campagna interna contro l'ex ministro Jean Glavany e il senatore Bertrand Auban.
Ha lanciato la sua campagna, come candidata principale per "Il nostro Sud in comune", riunendo diversi partiti di sinistra ed ecologisti, il 27 giugno 2015 a Montpellier. Nell'ambito di questa campagna, propone in particolare di creare un'ecotassa per tassare gli automezzi pesanti in transito internazionale. La lista che guida vince al secondo turno, il 13 dicembre 2015, con il 44,8% dei voti espressi, in un triangolo che la oppone al FN e ai repubblicani, dopo una fusione nei due turni della sua lista con quella di EELV. Una volta eletta, ha scelto di governare con diversi partiti di sinistra: il PS, l'EELV, il PCF e il PRG. In particolare, nomina Agnès Langevine, esponente regionale di EELV, terza vicepresidente, responsabile della transizione ecologica ed energetica.
Prima presidente della regione dell'Occitania, deve attuare la fusione di Midi-Pirenei e Linguadoca-Rossiglione, coprendo tredici dipartimenti e sei milioni di abitanti. Armonizza l'organizzazione dei servizi e gli statuti degli agenti della regione, che conserva i due siti amministrativi di Tolosa e Montpellier, sede condivisa della comunità. Questa fusione consente risparmi per 150 milioni di euro tra il 2016 e il 2020, ma l'aumento dei costi operativi dell'1,2% è criticato nel 2018 dalla Corte dei Conti, che evidenzia il livello di indebitamento della comunità. La regione ha ottenuto 72 treni e 37.000 posti aggiuntivi dalla SNCF e ha istituito biglietti di trasporto per un euro. Lancia nuovi organismi democratici: un Parlamento del mare, un Parlamento delle montagne, un'Assemblea dei territori, composta da 158 rappresentanti degli ex "paesi" e poli di equilibrio territoriale e rurale (PETR), guidata dall'ecologista Gérard Onesta.
Nell'aprile 2019, Carole Delga è stata condannata dalla Corte d'Appello di Nîmes a una multa di 8.000 euro e danni al comune di Beaucaire per "discriminazione basata su opinioni politiche" e "ostacolo all'esercizio di un'attività economica" dopo aver rifiutato di firmare un contratto cittadino stabilito dal comune di Beaucaire guidato dal RN Julien Sanchez, e non avendo scelto questo comune per ospitare il futuro liceo generale costruito dalla regione nel Gard. Carole Delga reagisce denunciando la tempestività del progetto, e la campagna di processi legali guidata dal RN contro la regione.
Nel primo turno delle elezioni regionali del 2021 in Occitania, è ben dietro i suoi concorrenti. La sua lista, che riunisce PS, comunisti ed ecologisti in contrasto con EELV, tra cui Agnès Langevine e José Bové, non si è fusa al secondo turno con quella di EELV guidata da Antoine Maurice, che si opponeva all'autostrada Tolosa-Castres e ai progetti di linea ad alta velocità Tolosa-Bordeaux, così come il sostegno di Carole Delga a pescatori e cacciatori. Delga viene eletta al secondo turno. Avendo ottenuto la percentuale più alta alla fine del secondo turno, Carole Delga viene eletta presidente dell'Associazione delle regioni della Francia il 9 luglio 2021. È la prima donna a ricoprire questa posizione.